# Mindre niltava
Mindre niltava (Niltava macgrigoriae) är en tätting i familjen flugsnappare som förekommer i Syd- och Sydostasien.

## Utseende
Mindre niltava är som namnet antyder minst i släktet, med sin kroppslängd på 11–14 cm endast hälften så stor som större niltava. Hanen är mörkblå med lysande blått på pannan och i en fläck på halssidan. Honan är brun med en otydlig blå halsfläck och rostfärgade vingar och stjärt. Den saknar hona praktniltavans ljusa ovalformade halsfläck.

## Utbredning och systematik
Mindre niltava delas in i två underarter med följande utbredning:
- Niltava macgrigoriae macgrigoriae – förekommer i Himalaya från Nepal till södra Kina och nordöstra Indien (Darjeeling)
- Niltava macgrigoriae signata – förekommer från östra Himalaya till Bhutan, norra Myanmar, nordvästra Thailand och Indokina

## Status och hot
Arten har ett stort utbredningsområde, men tros minska i antal, dock inte tillräckligt kraftigt för att den ska betraktas som hotad. Internationella naturvårdsunionen IUCN listar arten som livskraftig (LC). Världspopulationen har inte uppskattats men den beskrivs som ganska vanlig till vanlig eller ovanlig.

## Namn
Fågelns vetenskapliga artnamn hedrar Jane Grant McGrigor (död 1902), dotter till brittiska generalmajoren James McGrigor (1771-1858).